# Trofeo Laigueglia 1995
Il Trofeo Laigueglia 1995, trentaduesima edizione della corsa, si svolse il 14 febbraio 1995, su un percorso di 158 km. La vittoria fu appannaggio del belga Johan Museeuw, che completò il percorso in 3h52'27", precedendo gli italiani Stefano Zanini e Michele Coppolillo.

## Ordine d'arrivo (Top 10)
| Pos. | Corridore         | Squadra                     | Tempo    |
| ---- | ----------------- | --------------------------- | -------- |
| 1    | Johan Museeuw     | Mapei-GB                    | 3h52'27" |
| 2    | Stefano Zanini    | Gewiss-Ballan               | s.t.     |
| 3    | Fabio Baldato     | MG Boys Maglificio          | s.t.     |
| 4    | Luca Gelfi        | Brescialat-Fago             | s.t.     |
| 5    | Yvon Ledanois     | Gan                         | s.t.     |
| 6    | Stefano Colagè    | ZG Mobili-Selle Italia      | s.t.     |
| 7    | Giovanni Lombardi | Team Polti                  | s.t.     |
| 8    | Roberto Petito    | Mercatone Uno-Medeghini     | s.t.     |
| 9    | Luc Roosen        | Vlaanderen 2002-Eddy Merckx | s.t.     |
| 10   | Marco Serpellini  | Lampre-Panaria              | s.t.     |